# コラ (地質)
コラは、九州の薩摩半島南部に見られる火山灰からなる土壌。特に南薩台地、知覧盆地、川辺盆地に広く分布し、0.2 - 0.5メートルにおよぶ地層をなしている。「コラ」の名称は、地元で「固い物」あるいは「かたまり」を意味する言葉に由来する。

## 性質
コラは輝石安山岩からなる砂礫が固化したもので、吸水性が低く非常に固いため、植物の根が発育しにくく、農耕が困難な土壌である。特に固いものは、鍬の刃を当てると火花が出るほどであるということから「ヒゴラ」と呼ばれている。

## 起源
コラは平安時代の885年（仁和元年）に開聞岳から噴出した火山灰が堆積固化したものであるが、固化した理由はよくわかっていない。コラ層は開聞岳に近付くにつれて厚みを増し、粒子が大きくなる。特に開聞岳の北西方向に分布しており、噴火当時は東南の風が吹いていたとする記録と一致する。分布面積は120平方キロメートルにおよぶ。

## 除去事業
コラは長らく農業の障害となってきたが、1952年（昭和27年）に制定された特殊土壌地帯災害防除及び振興臨時措置法の対象となったことで本格的な除去事業が開始され、1977年（昭和52年）までに面積にして40パーセントのコラ層が除去され、農地となった。